# Pornobalken (Mode)

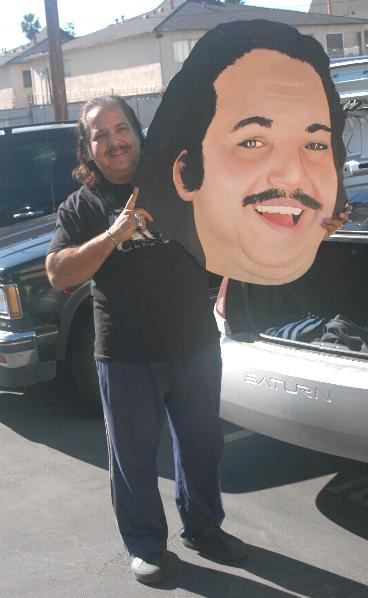
Der US-amerikanische Pornodarsteller Ron Jeremy mit einem Abbild von sich aus den 1980ern

Pornobalken ist eine umgangssprachliche Bezeichnung für eine bestimmte Variation eines männlichen Schnauzbarts (Oberlippenbart), charakterisiert durch eine kurzrasierte und dünne Form. 
Die Bezeichnung kommt tatsächlich aus der Pornofilm-Branche. Etwa in den 1970er-Jahren wurde diese gängige Rasurart männlicher Pornodarsteller maßgeblich von dem Pornostar John Holmes geprägt (englisch „pornstache“, von „porn star moustache“).
Der Begriff fand Eingang in die Umgangssprache und wurde inzwischen auch in das „Wörterbuch der Jugendsprache“ aufgenommen, das in dem Wörterbuchprogramm PONS erscheint. Auch in der DDR war die Bezeichnung Pornobalken in den 1980er-Jahren insbesondere unter Jugendlichen bekannt. Der Begriff wird allgemein eher abwertend angewendet und verstanden.